# Snow Hill (Carolina del Nord)
Snow Hill és una població dels Estats Units i seu del comtat de Greene a l'estat de Carolina del Nord. Segons el cens del 2008 tenia 1.564 habitants.

## Demografia
Segons el cens del 2000, Snow Hill tenia 1.514 habitants, 627 habitatges i 381 famílies. La densitat de població era de 495,4 habitants per km².
Dels 627 habitatges en un 23,9% hi vivien nens de menys de 18 anys, en un 38% hi vivien parelles casades, en un 18,7% dones solteres, i en un 39,2% no eren unitats familiars. En el 36,5% dels habitatges hi vivien persones soles el 17,4% de les quals corresponia a persones de 65 anys o més que vivien soles. El nombre mitjà de persones vivint en cada habitatge era de 2,2 i el nombre mitjà de persones que vivien en cada família era de 2,85.
Per edats la població es repartia de la següent manera: un 18,9% tenia menys de 18 anys, un 8,7% entre 18 i 24, un 23,3% entre 25 i 44, un 24,4% de 45 a 60 i un 24,6% 65 anys o més.
L'edat mediana era de 44 anys. Per cada 100 dones de 18 o més anys hi havia 74,9 homes.
La renda mediana per habitatge era de 25.795 $ i la renda mediana per família de 29.213 $. Els homes tenien una renda mediana de 25.625 $ mentre que les dones 20.556 $. La renda per capita de la població era de 15.904 $. Entorn del 15,3% de les famílies i el 20,5% de la població estaven per davall del llindar de pobresa.

## Poblacions més properes
El següent diagrama mostra les poblacions més properes.